# Eleições parlamentares europeias de 2009 (Suécia)
As eleições parlamentares europeias de 2009 na  Suécia realizaram-se em 7 de junho, para escolher os 18 deputados suecos do Parlamento Europeu.

## Resultados
| Partido                 | Partido                  | Votos     | %               |       | Deputados |         |
| ----------------------- | ------------------------ | --------- | --------------- | ----- | --------- | ------- |
|                         | Partido Social-Democrata | 773 513   | 24,41 / 100,00  | 0,15  | 5 / 18    | Estável |
|                         | Partido Moderado         | 596 710   | 18,83 / 100,00  | 0,58  | 4 / 18    | Estável |
|                         | Partido Popular Liberal  | 430 385   | 13,58 / 100,00  | 3,72  | 3 / 18    | 1       |
|                         | Partido Verde            | 349 114   | 11,02 / 100,00  | 5,06  | 2 / 18    | 1       |
|                         | Partido Pirata           | 225 915   | 7,13 / 100,00   | Novo  | 1 / 18    | Novo    |
|                         | Partido da Esquerda      | 179 222   | 5,66 / 100,00   | 7,13  | 1 / 18    | 1       |
|                         | Partido do Centro        | 173 414   | 5,47 / 100,00   | 0,79  | 1 / 18    | Estável |
|                         | Os Democratas Cristãos   | 148 141   | 4,68 / 100,00   | 1,00  | 1 / 18    | Estável |
|                         | Lista de Junho           | 112 355   | 3,55 / 100,00   | 10,92 | 0 / 18    | 3       |
|                         | Democratas Suecos        | 103 573   | 3,27 / 100,00   | 2,14  | 0 / 18    | Estável |
|                         | Iniciativa Feminista     | 70 434    | 2,22 / 100,00   | Novo  | 0 / 18    | Novo    |
|                         | Outros                   | 5 799     | 0,18 / 100,00   |       | 0 / 18    |         |
| Votos inválidos         | Votos inválidos          | 59 015    | 1,83 / 100,00   | 0,97  |           |         |
| Total                   | Total                    | 3 227 561 | 100,00 / 100,00 |       | 18 / 18   | 1       |
| Eleitorado/Participação | Eleitorado/Participação  | 7 088 303 | 45,53 / 100,00  | 7,68  |           |         |
| Fonte                   | Fonte                    | [ 2 ]     | [ 2 ]           | [ 2 ] | [ 2 ]     | [ 2 ]   |